# お茶の水スクエア

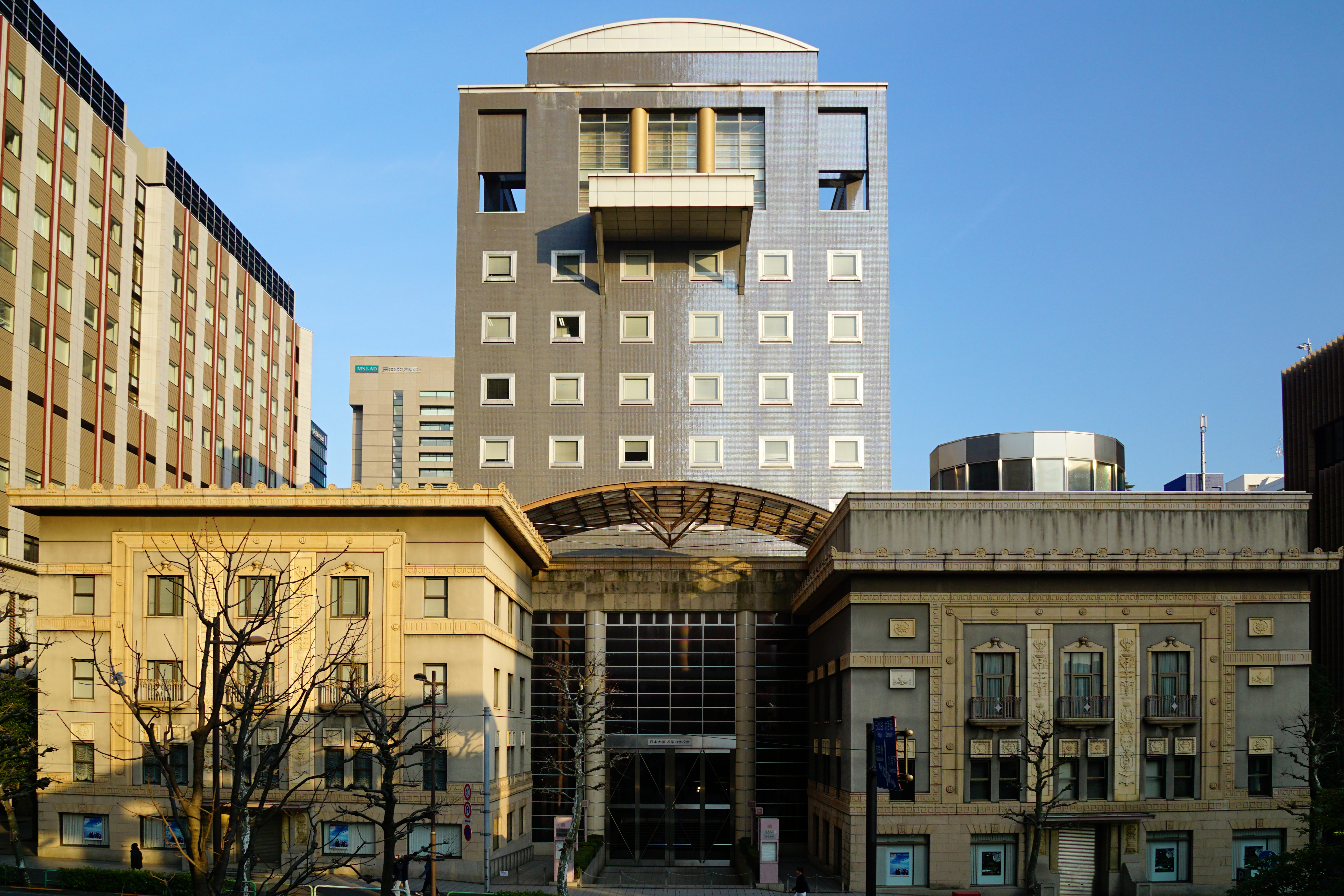
お茶の水スクエアA館
（正面から撮影）

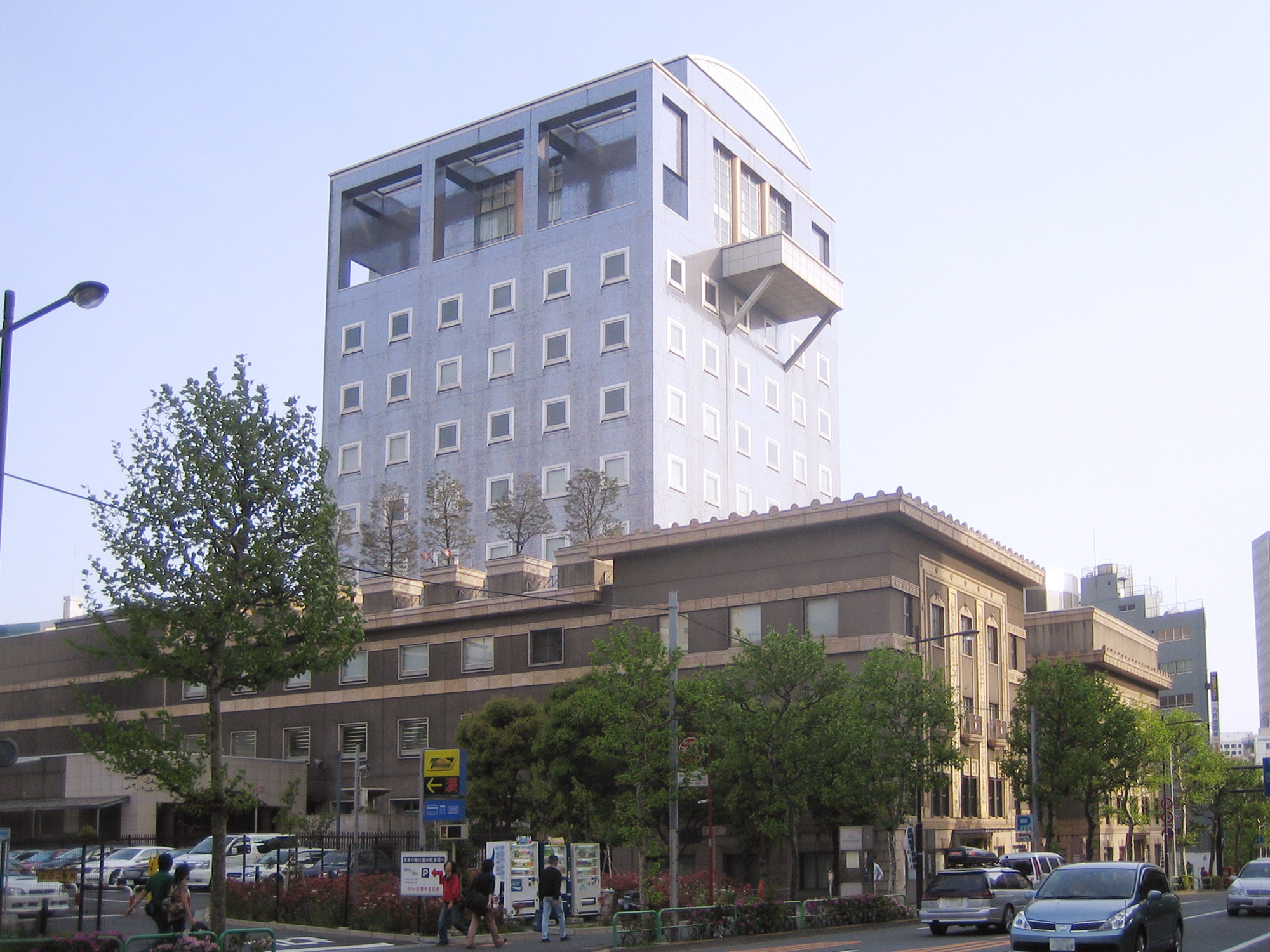
お茶の水スクエアA館
（西南方向から撮影）

お茶の水スクエア（おちゃのみずスクエア）は、東京都千代田区神田駿河台に所在するコンサートホールやオフィス等の複合施設である。A館、B館、C館の3棟から成っていたがすべて日本大学に売却された。B館、C館は取り壊され、現在は日本大学病院となっている。A館は2002年より学校法人日本大学が所有し、現在は日本大学理工学部の図書館として利用されている。A館内にはかつてカザルスホールと呼ばれたコンサートホールがあるが、2010年以降は使用されていない。

## 概要
元来は、A館、B館、C館の3棟から成る複合施設である。しかし、そのうちB館、C館は2005年に取り壊され、お茶の水スクエアA館のみが現存する。

### お茶の水スクエアA館
お茶の水スクエアA館は、旧主婦の友社ビル跡に、主婦の友社の完全子会社である株式会社お茶の水スクエアが開発したものである。設計は、磯崎新アトリエ。ウィリアム・メレル・ヴォーリズの設計による旧主婦の友社ビル（1925年（大正14年）竣工）のファサード（外観）を復元し、高層部を付加したデザインは、近代建築の再生保存の先駆的な例であり、つくばセンタービル（1983年（昭和58年）6月竣工）などと並び日本におけるポストモダン建築の代表的作品のひとつとみなされている。また、1989年に第30回BCS賞を受賞した。2003年（平成15年）6月には千代田区景観まちづくり重要物件に指定されている。

### カザルスホール
お茶の水スクエアA館の館内には1987年（昭和62年）12月8日に、日本初の室内楽専用ホール、カザルスホール（英称：Casals Hall）が開設された。「カザルス」の名は、20世紀を代表するチェロの巨匠パブロ・カザルスにちなみ、本格的な室内楽を日本に届けたいという思いをプロデューサー萩元晴彦が込め、カザルスの没後、音楽の重要な拠点として後世のために末永く守ってくれることを条件にカザルス夫人からその名の使用許諾を受け、その名を冠してきた。館内のチャイムは、カザルス編「鳥の歌」の旋律で、ホール名のマークはカザルスの頭文字「C」にオリーヴをくわえる鳥をあしらっており（「鳥の歌」にちなむ）、カザルスがホールの随所に行き届いている。

## 日本大学による不動産買収
しかしながら、バブル期に竣工した独特の構造である故、総工費に見合った充分な賃料収入が得られず、お茶の水スクエア社は赤字経営が続き、2000年頃から主婦の友社は資産整理の一環として各所に売却を打診するようになる。
そして2001年8月に学校法人日本大学が当施設の不動産全体を主婦の友社から約480億円という学校法人としては破格の金額で買収する旨を発表した。2002年12月に同法人へ譲渡される事に伴い、カザルスホールは同年11月をもって一時閉館となり、テナントオフィスも順次撤退した。
2002年12月に運営会社のお茶の水スクエアは株主総会で解散を決議。東京地裁へ特別清算（負債総額は約75億円）を申請した。
その後、日本大学お茶の水キャンパスの再開発に伴い、お茶の水スクエアのうちB館及びC館は2003年前半に鹿島の施工によって取り壊され、再開発が着工されるまでは、平面の時間貸駐車場として運用された後、日本大学病院として開業した。
A館には2004年に日大の法科大学院（日本大学大学院法務研究科）が開設され、日本大学お茶の水キャンパスと改称された。A館内のカザルスホールは、日本大学カザルスホールに名称を改めて運営されたが、2010年3月31日限りで使用停止とされた。学校法人日本大学は2010年5月に学内に検討委員会を発足させ、その後の計画を模索した。2014年4月、日大の法科大学院は日大法学部の本部のある神田三崎町に移転し、2017年以降は、日本大学理工学部の図書館がA館に移転して利用している。
公表の情報では、カザルスホールの取り壊しが決定されているわけではなく、ホールの存続の是非が白紙の状態から検討されており、再開館の可能性もある。千代田区も、学校法人日本大学へホールの存続を申し入れている。また、次の建設計画が立っているわけではないとされているが、耐震基準に触れて使用停止が目前に迫っている駿河台日本大学病院をホール跡に建設する計画が有力と報道された。
ただ、カザルス夫人は、ホールの閉鎖について学校法人日本大学からは、事前に何の連絡も説明も受けていないと困惑しており、カザルスホールを守る会の名誉発起人となっている。カザルスはスペインにおいて国民的英雄であるため、スペインでは本ホール存続の署名運動が国家的な動きに発展しつつあり、学校法人日本大学側は国際問題とならないよう対応を検討している。

## 略史
- 1987年12月8日 - 主婦の友社が出資する株式会社お茶の水スクエアによって、お茶の水スクエアA館が建設され、館内に「カザルスホール」が開設される。こけら落し公演は、「パブロ・カザルスに捧げるチェロプレミアコンサート」であった。
- 1997年 - カザルスホール創立10周年を記念して、ドイツ・ユルゲン・アーレントのバロック様式オルガンを設置。
- 2000年 - 主婦の友社の資産整理に伴い、お茶の水スクエアの売却問題が持ち上がる。
- 2002年 - お茶の水スクエアの敷地を所有していた株式会社主婦の友社、株式会社お茶の水スクエア、財団法人石川文化事業団は、お茶の水スクエアの敷地を学校法人日本大学へ譲渡。同敷地内に存在していたお茶の水スクエア（カザルスホールを含む）は日本大学のものとなる。
- 2003年
  - 4月 - カザルスホールは「日本大学カザルスホール」と改名し、今まで通りと同じくコンサートホールの貸し出しをおこなう。
  - 6月 - お茶の水スクエアA館が千代田区景観まちづくり重要物件に指定される。
- 2004年 - 日本大学がお茶の水スクエアA館に日本大学大学院法務研究科（お茶の水キャンパス）を設置。2010年3月中にコンサートホール閉館を決定。
- 2010年3月31日 - 水野均（オルガン担当）、横坂源（チェロ担当）、伊藤恵（ピアノ担当）出演のコンサート（18:30開演）を最後に、カザルスホールが貸し出しを終了する（事実上の閉館）。
- 2010年4月1日 - 「カザルスホールを守る会」が発足。
- 2010年6月18日 - 「カザルスホールを守る会」記者会見がTV、新聞などで報道される。
- 2010年7月29日 - カザルスホールで「ファイナル・コンサート」が開催。歯学部長（元日大副総裁）と共に、歯学部同窓会会長がホールを存続させたいという同窓会としての意向を壇上で発表。
- 2014年11月 - 日本大学大学院法務研究科がキャンパスをお茶の水スクエアから神田三崎町へ移転。
- 2015年3月 - 日本大学理工学部の駿河台図書館がお茶の水スクエアに移転し、使用開始。

## 過去に入居していたテナント
- ジェーシービー 本社（竣工時に旧お茶の水ビルから移転、A館・C館に入居するメインテナントだった。2003年に新築の青山ライズスクエアへ全面移転）
- 主婦の友社 本社
- メディアワークス 本社